# Imagofagia
Imagofagia es una revista académica de cine publicada por la Asociación Argentina de Estudios de Cine y Audiovisual (AsAECA) en Buenos Aires, Argentina. Fue fundada en 2009 y tuvo como directora a Ana Laura Lusnich entre los números 1 y 6, mientras que desde el número 7, la revista es codirigida por Cynthia Tompkins, Andrea Cuarterolo y Romina Smiraglia.
La revista es de acceso abierto y está indexada en Latindex, Dialnet, BASE, el Directory of Open Access Journals, ERIH PLUS, el Núcleo Básico de Revistas Científicas de Argentina, y el Public Knowledge Project, entre otros proyectos.

## Enláces externos
- Imagofagia, sitio web oficial.
- Imagofagia en MIAR.

- Datos: Q115459413